# Église Saint-Jean-Baptiste de Saint-Jean-Mirabel
L'église Saint-Jean-Baptiste de Saint-Jean-Mirabel est une église catholique située dans la commune de Saint-Jean-Mirabel, dans le département du Lot, en France.

## Historique
Au Moyen Âge, l'église Saint-Jean-Baptiste était une dépendance de l'abbaye de Conques.
Du Moyen Âge, il subsiste la partie nord de l'église actuelle. Deux phasages de construction de l'église du Moyen Âge ont été proposés :
- la première hypothèse distingue la construction d'une abside romane où il subsiste des chapiteaux tronconiques à décors d'entrelacs et de palmettes pouvant dater du début du XIIe siècle, puis la construction d'une nef gothique rebâtie au cours de la seconde moitié du XIIIe siècle.
- la seconde hypothèse, plus probable, admet que la totalité de l'édifice a été construit au XIIIe siècle. Cette hypothèse est étayée par l'homogénéité des trous d'échafaudages. La différence des pierres observées dans le mur nord de la nef serait alors due à un phasage de chantier.

L'église du Moyen Âge était orientée est-ouest. Elle était à nef unique, probablement charpentée, avec un chevet plus étroit couvert d'un berceau en plein-cintre. L'élévation ouest contient le portail de l'église et montre des traces de reprises, en particulier autour du portail. Il est possible que le portail ouest dans l'ancienne église se trouvait avant les travaux dans le mur sud de la nef qui a été détruit pour agrandir l'église au XIXe siècle. Il est décoré d'un tympan conçu dans la seconde moitié du XIIIe siècle dont le niveau inférieur représente le baptême du Christ par saint Jean et le niveau supérieur, la Crucifixion. 
On trouve inscrite dans le décor de l'abside la date de 1686 qui ne semble pas correspondre à une campagne de travaux.
L'église a été agrandie entre 1858 et 1877 en conservant l'ancien édifice mais en détruisant le mur sud de sa nef qui est devenue le chœur de la nouvelle église. La nouvelle église est orientée nord-sud. La nef est flanquée de deux chapelles latérales construites contre l'ancienne église.
L'édifice a été inscrit au titre des monuments historiques le 19 décembre 1972.
Plusieurs objets sont référencés dans la base Palissy.